# حسن التميمي
حسن محمد عباس التميمي (1969 -) صيدلي وسياسي عراقي، شغل منصب وزير الصحة في حكومة مصطفى الكاظمي منذ 7 مايو/آيار 2020، حتى سحب يده من الوزارة وإحالته إلى التحقيق في 25 أبريل/نيسان 2021 على خلفية حريق مستشفى ابن الخطيب. اثبتت اللجنة التحقيقية عدم مقصريته الا انه وفي سابقة لم تعهدها العملية السياسية في العراق كما وصفها المتابعون قدم استقالته إلى رئيس الوزراء مصطفى الكاظمي ووافق على طلب الاستقالة يوم 4 أيار 2021.

## المؤهلات العلميّة
أنهى تعليمه الجامعي بشهادة بكالوريوس علوم صيدلانية من جامعة بغداد عام 1992، وحصل منها على ماجستير صيدلة سريرية عام 2002، وعلى دكتوراه صيدلة سريرية من نفس الجامعة عام 2012.

## الانتماء السياسي
ذكرت مصادر إعلامية أن حسن التميمي ينتمي سياسياً إلى التيار الصدري أو كان مرشحاً منه لشغل منصب وزارة الصحة، وفي يوم 16 أيار سنة 2021، قال النائب عن ائتلاف دولة القانون عبد الهادي السعداوي إن “كل وزارة في حكومة مصطفى الكاظمي هي من حصة جهة سياسية، التي اختارت رئيس الحكومة، ووزارة الصحة هي من حصة تحالف سائرون”، غيرَ أن رئيس الوزراء مصطفى الكاظمي نفى ذلك في مقابلة متلفزة يوم 9 أيار سنة 2021 وقال «أنا من أتيت بوزير الصحة ومحافظ البنك المركزي وليس التيار الصدري». كما نفى صالح العراقي المتحدث باسم التيار الصدري أن يكون حسن التميمي منتمياً للتيار ولا قريباً منه.